# Liste der Max-Planck-Institute und -Einrichtungen
Die Liste der Max-Planck-Institute und -Einrichtungen (Stand April 2024) gibt eine Übersicht über heutige und ehemalige Forschungseinrichtungen der Max-Planck-Gesellschaft, jeweils unterteilt in Max-Planck-Institute (MPI) und weitere Einrichtungen.
Die Spalte „Name seit“ bzw. „Zeitraum“ gibt an, in welchem Zeitraum die Einrichtung unter diesem Namen besteht bzw. existiert hat. Dies lässt sich eindeutig bestimmen, während die Angabe eines Gründungsjahrs teilweise mit Willkür verbunden wäre. Viele ältere Institute wurden ursprünglich als Kaiser-Wilhelm-Institut gegründet und im Zeitraum 1948 bis 1953 als Max-Planck-Institut neu gegründet – oder nur umbenannt, je nach Sichtweise. Einige Einrichtungen haben sich beispielsweise durch Erweiterung, Aufteilung oder Neuausrichtung erheblich verändert, aber unter Umständen ihren Namen beibehalten. Ein neuer Name kann auf einer Neugründung beruhen oder mit erheblichen Änderungen zusammenhängen; eine Einrichtung kann aber auch umbenannt werden, ohne dass sich sonst etwas ändert. In der Spalte „Hinweise“ werden einige Angaben zur Vorgeschichte oder zu wesentlichen Änderungen gemacht. Zu weiteren Details siehe die einzelnen Artikel.

## Heutige Einrichtungen

### Max-Planck-Institute
| Name                                                                   | Ort                                       | Name seit  | Hinweise |
| ---------------------------------------------------------------------- | ----------------------------------------- | ---------- | --- |
| Bibliotheca Hertziana – MPI für Kunstgeschichte                        | Rom (Italien)                             | 1953       | 1913 Gründung der Bibliotheca Hertziana |
| Fritz-Haber-Institut der Max-Planck-Gesellschaft                       | Berlin                                    | 1953       | Schwerpunkt Molekülphysik |
| Kunsthistorisches Institut in Florenz – MPI                            | Florenz (Italien)                         | 2002       | 1897 Gründung des Instituts, seit 2002 MPI |
| Max Planck Florida Institute for Neuroscience                          | Jupiter, Florida (USA)                    | 2007       | 2012 Eröffnung, erstes und bisher einziges MPI außerhalb Europas |
| MPI für Astronomie                                                     | Heidelberg                                | 1967       | |
| MPI für Astrophysik                                                    | Garching bei München                      | 1991       | zuvor ein Teilinstitut des MPI für Physik und Astrophysik |
| MPI für ausländisches und internationales Privatrecht                  | Hamburg                                   | 1949       | 1956 Umzug von Berlin nach Hamburg |
| MPI für ausländisches öffentliches Recht und Völkerrecht               | Heidelberg                                | 1949       | |
| MPI für Bildungsforschung                                              | Berlin                                    | 1971       | zuvor Institut für Bildungsforschung in der Max-Planck-Gesellschaft |
| MPI für Biochemie                                                      | Planegg-Martinsried                       | 1949/ 1973 | 1954 Ausgliederung der Abteilung für Virusforschung als MPI für Virusforschung 1956 Verlegung von Tübingen nach München 1972/73 Integration des bisherigen MPI für Eiweiß- und Lederforschung und des bisherigen MPI für Zellchemie am neuen Standort Martinsried                                 |
| MPI für Biogeochemie                                                   | Jena                                      | 1997       | |
| MPI für Biologie des Alterns                                           | Köln                                      | 2008       | |
| MPI für Biologie Tübingen                                              | Tübingen                                  | 2022       | zuvor MPI für Entwicklungsbiologie |
| MPI für biologische Intelligenz                                        | Planegg-Martinsried und Pöcking-Seewiesen | 2022       | entstanden durch Zusammenlegung des MPI für Neurobiologie und des MPI für Ornithologie, rechtlich wirksam ab 2023 |
| MPI für biologische Kybernetik                                         | Tübingen                                  | 1968       | |
| MPI für Biophysik                                                      | Frankfurt am Main                         | 1948       | |
| MPI für Chemie (Otto-Hahn-Institut)                                    | Mainz                                     | 1949       | Beiname „Otto-Hahn-Institut“ seit 1959 |
| MPI für Chemische Energiekonversion                                    | Mülheim an der Ruhr                       | 2012       | hervorgegangen aus dem MPI für bioanorganische Chemie |
| MPI für chemische Ökologie                                             | Jena                                      | 1996       | |
| MPI für Chemische Physik fester Stoffe                                 | Dresden                                   | 1995       | |
| MPI für demografische Forschung                                        | Rostock                                   | 1995       | |
| MPI für Dynamik komplexer technischer Systeme                          | Magdeburg                                 | 1996       | |
| MPI für Dynamik und Selbstorganisation                                 | Göttingen                                 | 2004       | zuvor MPI für Strömungsforschung |
| MPI für empirische Ästhetik                                            | Frankfurt am Main                         | 2012       | |
| MPI zur Erforschung multireligiöser und multiethnischer Gesellschaften | Göttingen                                 | 2007       | hervorgegangen aus dem MPI für Geschichte |
| MPI zur Erforschung von Gemeinschaftsgütern                            | Bonn                                      | 2004       | |
| MPI zur Erforschung von Kriminalität, Sicherheit und Recht             | Freiburg im Breisgau                      | 2020       | zuvor MPI für ausländisches und internationales Strafrecht |
| MPI für ethnologische Forschung                                        | Halle (Saale)                             | 1999       | |
| MPI für evolutionäre Anthropologie                                     | Leipzig                                   | 1997       | |
| MPI für Evolutionsbiologie                                             | Plön                                      | 2007       | zuvor MPI für Limnologie |
| MPI für extraterrestrische Physik                                      | Garching bei München                      | 1991       | zuvor ein Teilinstitut des MPI für Physik und Astrophysik |
| MPI für Festkörperforschung                                            | Stuttgart                                 | 1969       | |
| MPI für Geoanthropologie                                               | Jena                                      | 2022       | zuvor MPI für Menschheitsgeschichte |
| MPI für Gesellschaftsforschung                                         | Köln                                      | 1985       | |
| MPI für Gravitationsphysik (Albert-Einstein-Institut)                  | Potsdam und Hannover                      | 1995       | |
| MPI für Herz- und Lungenforschung (W. G. Kerckhoff-Institut)           | Bad Nauheim                               | 2004       | zuvor MPI für Physiologische und Klinische Forschung |
| MPI für Hirnforschung                                                  | Frankfurt am Main                         | 1948       | |
| MPI für Immunbiologie und Epigenetik                                   | Freiburg im Breisgau                      | 2010       | zuvor MPI für Immunbiologie |
| MPI für Infektionsbiologie                                             | Berlin                                    | 1993       | |
| MPI für Informatik                                                     | Saarbrücken                               | 1988       | |
| MPI für Innovation und Wettbewerb                                      | München                                   | 2013       | zuvor MPI für Immaterialgüter- und Wettbewerbsrecht |
| MPI für Intelligente Systeme                                           | Stuttgart und Tübingen                    | 2011       | zuvor MPI für Metallforschung |
| MPI für Kernphysik                                                     | Heidelberg                                | 1958       | zuvor Teilinstitut für Physik am MPI für medizinische Forschung |
| MPI für Kognitions- und Neurowissenschaften                            | Leipzig                                   | 2004       | Entstehung durch Zusammenführung des MPI für neuropsychologische Forschung und des MPI für psychologische Forschung |
| MPI für Kohlenforschung                                                | Mülheim an der Ruhr                       | 1949       | selbständige rechtsfähige Stiftung des privaten Rechts |
| MPI für Kolloid- und Grenzflächenforschung                             | Potsdam                                   | 1992       | 1999 Auflösung voriger Standorte und Einzug in den Neubau in Golm (heute Ortsteil von Potsdam) |
| MPI für Marine Mikrobiologie                                           | Bremen                                    | 1992       | |
| MPI für Mathematik                                                     | Bonn                                      | 1980       | |
| MPI für Mathematik in den Naturwissenschaften                          | Leipzig                                   | 1996       | |
| MPI für medizinische Forschung                                         | Heidelberg                                | 1948       | |
| MPI für Meteorologie                                                   | Hamburg                                   | 1975       | |
| MPI für Mikrostrukturphysik                                            | Halle (Saale)                             | 1992       | erstes MPI in Ostdeutschland |
| MPI für molekulare Biomedizin                                          | Münster                                   | 2001       | |
| MPI für molekulare Genetik                                             | Berlin                                    | 1964       | zuvor MPI für vergleichende Erbbiologie und Erbpathologie |
| MPI für molekulare Pflanzenphysiologie                                 | Potsdam                                   | 1994       | Gründung in Golm, heute Ortsteil von Potsdam |
| MPI für molekulare Physiologie                                         | Dortmund                                  | 1993       | Entstehung durch Zusammenlegung des MPI für Ernährungsphysiologie und des MPI für Systemphysiologie |
| MPI für molekulare Zellbiologie und Genetik                            | Dresden                                   | 1998       | 2001 Bezug des Neubaus, 2002 Einweihung des Neubaus |
| MPI für Multidisziplinäre Naturwissenschaften                          | Göttingen                                 | 2022       | Entstehung durch Zusammenlegung des MPI für biophysikalische Chemie und des MPI für experimentelle Medizin |
| MPI für Nachhaltige Materialien                                        | Düsseldorf                                | 2024       | zuvor MPI für Eisenforschung als MPI seit 1948, seit 1971 rechtlich selbständige GmbH |
| MPI für Neurobiologie des Verhaltens – caesar                          | Bonn                                      | 2022       | zuvor Forschungszentrum caesar |
| MPI für Pflanzenzüchtungsforschung                                     | Köln                                      | 2009       | zuvor MPI für Züchtungsforschung |
| MPI für Physik (Werner-Heisenberg-Institut)                            | Garching bei München                      | 1991       | zuvor ein Teilinstitut des MPI für Physik und Astrophysik |
| MPI für die Physik des Lichts                                          | Erlangen                                  | 2009       | zuvor eine Max-Planck-Forschungsgruppe an der Universität Erlangen-Nürnberg |
| MPI für Physik komplexer Systeme                                       | Dresden                                   | 1992       | |
| MPI für Plasmaphysik                                                   | Garching bei München und Greifswald       | 1971       | zuvor Institut für Plasmaphysik GmbH, seit 1994 mit Standort in Greifswald |
| MPI für Polymerforschung                                               | Mainz                                     | 1983       | |
| MPI für Psychiatrie                                                    | München                                   | 1966/ 2017 | zuvor Deutsche Forschungsanstalt für Psychiatrie, 1954 Aufnahme in die Max-Planck-Gesellschaft, 1963 Aufteilung in ein klinisches und ein theoretisches Teilinstitut 1966 Umbenennung in MPI für Psychiatrie (Deutsche Forschungsanstalt für Psychiatrie) 2017 Umbenennung in MPI für Psychiatrie |
| MPI für Psycholinguistik                                               | Nijmegen (Niederlande)                    | 1980       | |
| MPI für Quantenoptik                                                   | Garching bei München                      | 1981       | zuvor eine Projektgruppe für Laserforschung |
| MPI für Radioastronomie                                                | Bonn und Bad Münstereifel                 | 1966       | |
| MPI für Rechtsgeschichte und Rechtstheorie                             | Frankfurt am Main                         | 2021       | Gründung 1964 als MPI für europäische Rechtsgeschichte; Namensänderung und teilweise Neuausrichtung 2021 |
| MPI für Sicherheit und Privatsphäre                                    | Bochum                                    | 2019       | |
| MPI für Softwaresysteme                                                | Saarbrücken und Kaiserslautern            | 2004       | |
| MPI für Sonnensystemforschung                                          | Göttingen                                 | 2004       | zuvor MPI für Aeronomie |
| MPI für Sozialrecht und Sozialpolitik                                  | München                                   | 2011       | Gründung 1980 als MPI für ausländisches und internationales Sozialrecht |
| MPI für Steuerrecht und Öffentliche Finanzen                           | München                                   | 2011       | Entstehung durch Aufteilung des MPI für Geistiges Eigentum, Wettbewerbs- und Steuerrecht |
| MPI für Stoffwechselforschung                                          | Köln                                      | 2014       | zuvor MPI für neurologische Forschung |
| MPI für Struktur und Dynamik der Materie                               | Hamburg                                   | 2014       | |
| MPI für terrestrische Mikrobiologie                                    | Marburg                                   | 1991       | |
| MPI für Verhaltensbiologie                                             | Radolfzell am Bodensee und Konstanz       | 2019       | aus einem Standort des MPI für Ornithologie entstanden |
| MPI für Wissenschaftsgeschichte                                        | Berlin                                    | 1994       | |

### Weitere Einrichtungen
| Name                                                           | Ort               | Name seit | Hinweise                                                     |
| -------------------------------------------------------------- | ----------------- | --------- | ------------------------------------------------------------ |
| Friedrich-Miescher-Laboratorium der MPG                        | Tübingen          | 1969      |                                                              |
| Max-Planck-Forschungsstelle für Neurogenetik                   | Frankfurt am Main | 2012      | zuvor Abteilung Molekulare Neurogenetik am MPI für Biophysik |
| Max-Planck-Forschungsstelle für die Wissenschaft der Pathogene | Berlin            | 2018      | zuvor eine Abteilung am MPI für Infektionsbiologie           |
| Forschungsgruppe Soziale Neurowissenschaften                   | Berlin            |           |                                                              |

Das Ernst Strüngmann Institut ist keine Einrichtung der Max-Planck-Gesellschaft, es wird als assoziierte Einrichtung geführt.

## Ehemalige Einrichtungen

### Ehemalige Max-Planck-Institute
| Name                                                                             | Ort                                           | Zeitraum  | Hinweise |
| -------------------------------------------------------------------------------- | --------------------------------------------- | --------- | --- |
| MPI für Aeronomie                                                                | Lindau (Eichsfeld)                            | 1958–2004 | umbenannt in MPI für Sonnensystemforschung |
| MPI für Arbeitsphysiologie                                                       | Dortmund                                      | 1948–1973 | umbenannt in MPI für Systemphysiologie 1973–1992, heute MPI für molekulare Physiologie |
| MPI für ausländisches und internationales Patent-, Urheber- und Wettbewerbsrecht | München                                       | 1966–2002 | dann umbenannt in MPI für Geistiges Eigentum, Wettbewerbs- und Steuerrecht |
| MPI für Bastfaserforschung                                                       | Bielefeld, später Köln-Vogelsang              | 1948–1957 | aufgelöst |
| MPI für Biologie                                                                 | Tübingen                                      | 1949–2004 | geschlossen |
| Max-Planck-Institut für Eisenforschung                                           | Düsseldorf                                    | 1948–2024 | umbenannt in MPI für Nachhaltige Materialien, vor 1948 KWI |
| MPI für Eiweiß- und Lederforschung                                               | Regensburg und München                        | 1954–1973 | ging im MPI für Biochemie auf |
| MPI zur Erforschung der Lebensbedingungen der wissenschaftlich-technischen Welt  | Starnberg                                     | 1970–1980 | umbenannt in MPI für Sozialwissenschaften, 1981 geschlossen |
| MPI zur Erforschung von Wirtschaftssystemen                                      | Jena                                          | 1993–2005 | danach MPI für Ökonomik, ab 2014 MPI für Menschheitsgeschichte, seit 2022 MPI für Geoanthropologie                                                                                        |
| MPI für Ernährungsphysiologie                                                    | Dortmund                                      | 1983–1992 | mit MPI für Systemphysiologie zusammengelegt zum MPI für molekulare Physiologie |
| MPI für experimentelle Endokrinologie                                            | Hannover                                      |           | 1979 ausgegliedert aus dem MPI für Zellbiologie, 2006 im MPI für biophysikalische Chemie in Göttingen aufgegangen                                                                         |
| MPI für Geistiges Eigentum, Wettbewerbs- und Steuerrecht                         | München                                       | 2002–2011 | dann Aufteilung in MPI für Immaterialgüter- und Wettbewerbsrecht (heute MPI für Innovation und Wettbewerb) und MPI für Steuerrecht und Öffentliche Finanzen, München                      |
| MPI für Geschichte                                                               | Göttingen                                     | 1956–2007 | umgewandelt in MPI zur Erforschung multireligiöser und multiethnischer Gesellschaften |
| MPI für Immunbiologie                                                            | Freiburg                                      |           | im Dezember 2010 durch Etablierung der Epigenetikforschung umbenannt in MPI für Immunbiologie und Epigenetik                                                                              |
| MPI für Kulturpflanzenzüchtung                                                   |                                               | 1957–1968 | 1948 „Forschungsstelle von Sengbusch“ in Göttingen, 1951 Umzug in einen Neubau in Hamburg-Volksdorf, dort als Abteilung des MPI für Züchtungsforschung; ab 1969 Bundesforschungsanstalt   |
| MPI für Landarbeit und Landtechnik                                               | Imbshausen und Bad Kreuznach                  | 1948–1976 | |
| MPI für Limnologie                                                               | Plön                                          | 1966–2007 | zuvor Hydrobiologische Anstalt in Plön, heute MPI für Evolutionsbiologie |
| MPI Luxembourg for International, European and Regulatory Procedural Law         | Luxemburg-Stadt (Luxemburg)                   | 2012–2023 | in die Universität Luxemburg überführt |
| MPI für Meeresbiologie                                                           | Wilhelmshaven                                 | 1948–1968 | danach bis 2003 MPI für Zellbiologie |
| MPI für Neurobiologie                                                            | Martinsried bei München                       | 1998–2022 | aufgegangen im MPI für biologische Intelligenz |
| MPI für neuropsychologische Forschung                                            | Leipzig                                       | 1994–2004 | nach Fusion mit dem MPI für psychologische Forschung umbenannt in MPI für Kognitions- und Neurowissenschaften                                                                             |
| MPI für Ökonomik                                                                 | Jena                                          | 2005–2014 | danach umgewidmet in MPI für Menschheitsgeschichte |
| MPI für Ornithologie                                                             | Seewiesen, Andechs und Radolfzell am Bodensee | 2004–2022 | 1997 als selbständige Max-Planck-Forschungsstelle für Ornithologie gegründet, 2004 in MPI für Ornithologie umbenannt; der Standort Radolfzell ging 2019 im MPI für Verhaltensbiologie auf |
| MPI für Pflanzengenetik                                                          | Rosenhof bei Ladenburg                        | 1960–1978 | vorübergehende Ausgliederung aus dem MPI für Züchtungsforschung |
| MPI für Physik der Stratosphäre                                                  | Weißenau (Ravensburg)                         | 1952–1956 | ging im MPI für Physik der Stratosphäre und der Ionosphäre auf |
| MPI für Physik der Stratosphäre und der Ionosphäre                               | Weißenau (Ravensburg)                         | 1956–1958 | entstanden aus Zusammenlegung, ging im MPI für Aeronomie auf, heute MPI für Sonnensystemforschung                                                                                         |
| MPI für Physik und Astrophysik                                                   | München                                       | 1948–1991 | Aufspaltung in MPI für Physik, MPI für Astrophysik und MPI für extraterrestrische Physik                                                                                                  |
| MPI für physiologische und klinische Forschung                                   | Bad Nauheim                                   | 1951–2005 | heute MPI für Herz- und Lungenforschung |
| MPI für psychologische Forschung                                                 | München                                       | 1981–2004 | mit dem MPI für neuropsychologische Forschung fusioniert zum MPI für Kognitions- und Neurowissenschaften in Leipzig                                                                       |
| MPI für Silikatforschung                                                         | Würzburg                                      | 1948–1970 | aus der MPG ausgegliedert und als Fraunhofer-Institut für Silicatforschung weitergeführt                                                                                                  |
| MPI für Spektroskopie                                                            | Göttingen                                     | 1965–1971 | 1950 als „Forschungsstelle für Spektroskopie in der MPG“ gegründet; 1971 im MPI für biophysikalische Chemie aufgegangen                                                                   |
| MPI für Strahlenchemie                                                           | Mülheim an der Ruhr                           | 1981–2003 | später MPI für bioanorganische Chemie, heute MPI für Chemische Energiekonversion |
| MPI für Strömungsforschung                                                       | Göttingen                                     | 1948–2004 | heute MPI für Dynamik und Selbstorganisation |
| MPI für Tierzucht und Tierernährung                                              | Mariensee (Neustadt am Rübenberge)            | 1948–1974 | später bis 2007 Institut für Tierzucht der Bundesforschungsanstalt für Landwirtschaft. |
| MPI für vergleichende Erbbiologie und Erbpathologie                              | Berlin-Dahlem                                 | 1953–1964 | umbenannt in MPI für molekulare Genetik |
| MPI für Verhaltensphysiologie                                                    | Seewiesen                                     | 1958–1999 | geschlossen, Teile umgegründet zum MPI für Ornithologie, heute MPI für biologische Intelligenz                                                                                            |
| MPI für Virusforschung                                                           | Tübingen                                      | 1954–1984 | heute MPI für Biologie Tübingen |
| MPI für Zellbiologie                                                             | Wilhelmshaven, später Ladenburg               | 1968–2003 | geschlossen |
| MPI für Zellchemie                                                               | München                                       | 1956–1972 | ging im MPI für Biochemie auf |
| MPI für Zellphysiologie                                                          | Berlin-Dahlem                                 | 1953–1972 | geschlossen (Direktor: Otto Warburg) |

### Weitere ehemalige Einrichtungen
| Name                                                                 | Ort                                            | Zeitraum  | Hinweise |
| -------------------------------------------------------------------- | ---------------------------------------------- | --------- | --- |
| Aerodynamische Versuchsanstalt in der Max-Planck-Gesellschaft        | Göttingen                                      | 1953–1969 | 1953 Wiedereröffnung nach Aufhebung der Beschlagnahme durch die britische Besatzungsmacht, ab 1956 volle Integration in die MPG; 1969 auf eigenen Antrag ausgegliedert und von der Deutschen Forschungs- und Versuchsanstalt für Luft- und Raumfahrt e. V. übernommen |
| Arbeitsgruppe Afheldt in der Max-Planck-Gesellschaft                 | Starnberg                                      | 1984–1989 | |
| Forschungsstelle Vennesland in der Max-Planck-Gesellschaft           | Berlin-Dahlem                                  | 1970–1981 | nach der Emeritierung von Birgit Vennesland geschlossen |
| Gmelin-Institut für anorganische Chemie und Grenzgebiete             | Clausthal-Zellerfeld, später Frankfurt am Main | 1948–1997 | geschlossen |
| Institut für Instrumentenkunde in der Max-Planck-Gesellschaft        | Göttingen                                      | 1946–1957 | hervorgegangen aus der Aerodynamischen Versuchsanstalt; 1957 wieder ausgegliedert und von der Gesellschaft zur Förderung der kernphysikalischen Forschung (dem späteren Forschungszentrum Jülich) in Düsseldorf übernommen                                            |
| Max-Planck-Arbeitsgruppen für strukturelle Molekularbiologie am DESY | Hamburg                                        | 1985–2011 | geschlossen |
| Max-Planck-Forschungsstelle für Enzymologie der Proteinfaltung       | Halle (Saale)                                  | 1996–2012 | |